# Балије и Ксант
Балије (грч. Βάλιος) и Ксант (грч. Ξάνθος) били су у грчкој митологији божански бесмртни коњи.

## Митологија
Био је пород Зефира и Подарге. Описан је као шарац са звездом на челу, који је поседовао способност говора. Балија и Ксанта је Посејдон дао Пелеју као свадбени дар. Касније су припали Ахилу. Након Ахилове смрти или их је узео Посејдон или су мојре одлучиле да служе и Ахиловог сина Неоптелема, иако су коњи желели да оду далеко од људи. Према неким предањима они су били титани који су прешли на страну богова, па је тако Балије стао на Зевсову страну, а против својих титана. Како их титани не би препознали, богови су их претворили у коње.